# ノルディカ (航空会社)
ノルディカ (Nordica) 、旧ノルディック・アビエーション・グループ (Nordic Aviation Group) はエストニアの国営航空会社で、同国のフラッグ・キャリア。タリンに本社を置き、タリン空港を拠点とする。2015年に以前のフラッグ・キャリア、エストニアン・エアが倒産したことを受けて設立された。ノルディカはスターアライアンスのメンバーであるLOTポーランド航空のフライトコードを使用している。また、ノルディカの子会社リージョナル・ジェットが自社が保有するスカンジナビア航空塗装のATR72-600により、主にコペンハーゲンを発着するスカンジナビア航空の便を運航する。

## 歴史
以前のフラッグ・キャリア、エストニアン・エアの清算後、2015年9月25日にエストニア政府の決定によりノルディック・アビエーション・グループが設立された。2015年11月8日に運航が開始され、同日にアムステルダム行きの第1便がタリンを出発し、2016年1月20日に同じルートを通るエストニア便の第1便が就航した。
2016年3月30日、ブランド名をノルディカに変更した。
初年目はノルディカの便の大半をスロベニアのアドリア航空が運航し、その間にノルディカは運航機材と乗務員を確保した。2016年11月19日からノルディカはLOTポーランド航空と戦略的パートナーシップを締結しており、LOTポーランド航空の商業プラットフォームや発券システム、フライトコードを使用している。

## 就航都市
ノルディカの就航都市は以下の通り（2017年3月現在）。
|  | 冬季運航 |
|  | 運航終了 |
|  | 夏季運航 |
|  | 就航予定 |

| 都市                 | 国           | IATA | ICAO | 空港                             | 運航開始              | 運航終了           | 備考                                               |
| -------------------- | ------------ | ---- | ---- | -------------------------------- | --------------------- | ------------------ | -------------------------------------------------- |
| アムステルダム       | オランダ     | AMS  | EHAM | アムステルダム・スキポール空港   | 2015年11月8日         | 継続中             | -                                                  |
| ベルリン             | ドイツ       | TXL  | EDDT | ベルリン・テーゲル空港           | 2016年3月29日         | -                  |                                                    |
| ブリュッセル         | ベルギー     | BRU  | EBBR | ブリュッセル空港                 | 2015年11月8日         | 継続中             | -                                                  |
| コペンハーゲン       | デンマーク   | CPH  | EKCH | コペンハーゲン空港               | 2015年11月8日         | 継続中             | フローニンゲン行きおよびエレブルー行きのみ         |
| エディンバラ         | イギリス     | EDI  | EGPH | エディンバラ空港                 | 2016年5月28日就航予定 | 就航前にキャンセル | -                                                  |
| ヨーテボリ           | スウェーデン | GOT  | ESGG | ヨーテボリ・ランドヴェッテル空港 | 2017年8月             | -                  |                                                    |
| フローニンゲン       | オランダ     | GRQ  | EHGG | フローニンゲン・エールデ空港     | 2016年9月19日         | 継続中             | コペンハーゲン行きのみ                             |
| ハンブルク           | ドイツ       | HAM  | EDDH | ハンブルク空港                   | 2017年5月16日         | -                  |                                                    |
| カウナス             | リトアニア   | KUN  | EYKA | カウナス国際空港                 | 2017年夏季            | 2017年夏季         | ヴィリニュス国際空港の工事に伴い2017年夏季のみ運航 |
| キエフ               | ウクライナ   | KBP  | UKBB | ボルィースピリ国際空港           | 2015年11月8日         | 継続中             | -                                                  |
| ミュンヘン           | ドイツ       | MUC  | EDDM | ミュンヘン空港                   | 2015年12月19日        | 継続中             | -                                                  |
| ニース               | フランス     | NCE  | LFMN | コート・ダジュール空港           | 2016年4月16日         | -                  | -                                                  |
| オデッサ             | ウクライナ   | ODS  | UKOO | オデッサ国際空港                 | 2016年5月28日         | -                  | -                                                  |
| エレブルー           | スウェーデン | ORB  | ESOE | エレブルー空港                   | 2015年11月8日         | 継続中             | コペンハーゲン行きのみ                             |
| オスロ               | ノルウェー   | OSL  | ENGM | オスロ空港                       | 2015年11月8日         | 継続中             | -                                                  |
| パリ                 | フランス     | CDG  | LFPG | パリ＝シャルル・ド・ゴール空港   | 2016年3月27日         | 2016年10月31日     |                                                    |
| リエカ               | クロアチア   | RJK  | LDRI | リエカ空港                       | 2016年6月4日          | -                  | -                                                  |
| サンクトペテルブルク | ロシア       | LED  | ULLI | プルコヴォ空港                   | 2017年5月15日         | -                  | -                                                  |
| スプリト             | クロアチア   | SPU  | LDSP | スプリト空港                     | 2016年4月17日         | -                  | -                                                  |
| ストックホルム       | スウェーデン | ARN  | ESSA | ストックホルム・アーランダ空港   | 2015年11月8日         | 継続中             | -                                                  |
| トロンハイム         | ノルウェー   | TRD  | ENVA | トロンハイム空港                 | 2015年11月8日         | 継続中             | -                                                  |
| ウィーン             | オーストリア | VIE  | LOWW | ウィーン国際空港                 | 2016年3月27日         | 継続中             | -                                                  |
| ヴィリニュス         | リトアニア   | VNO  | EYVI | ヴィリニュス国際空港             | 2015年11月8日         | 継続中             | -                                                  |
| ワルシャワ           | ポーランド   | WAW  | EPWA | ワルシャワ・ショパン空港         | 2016年11月19日        | -                  | -                                                  |

## 保有機材

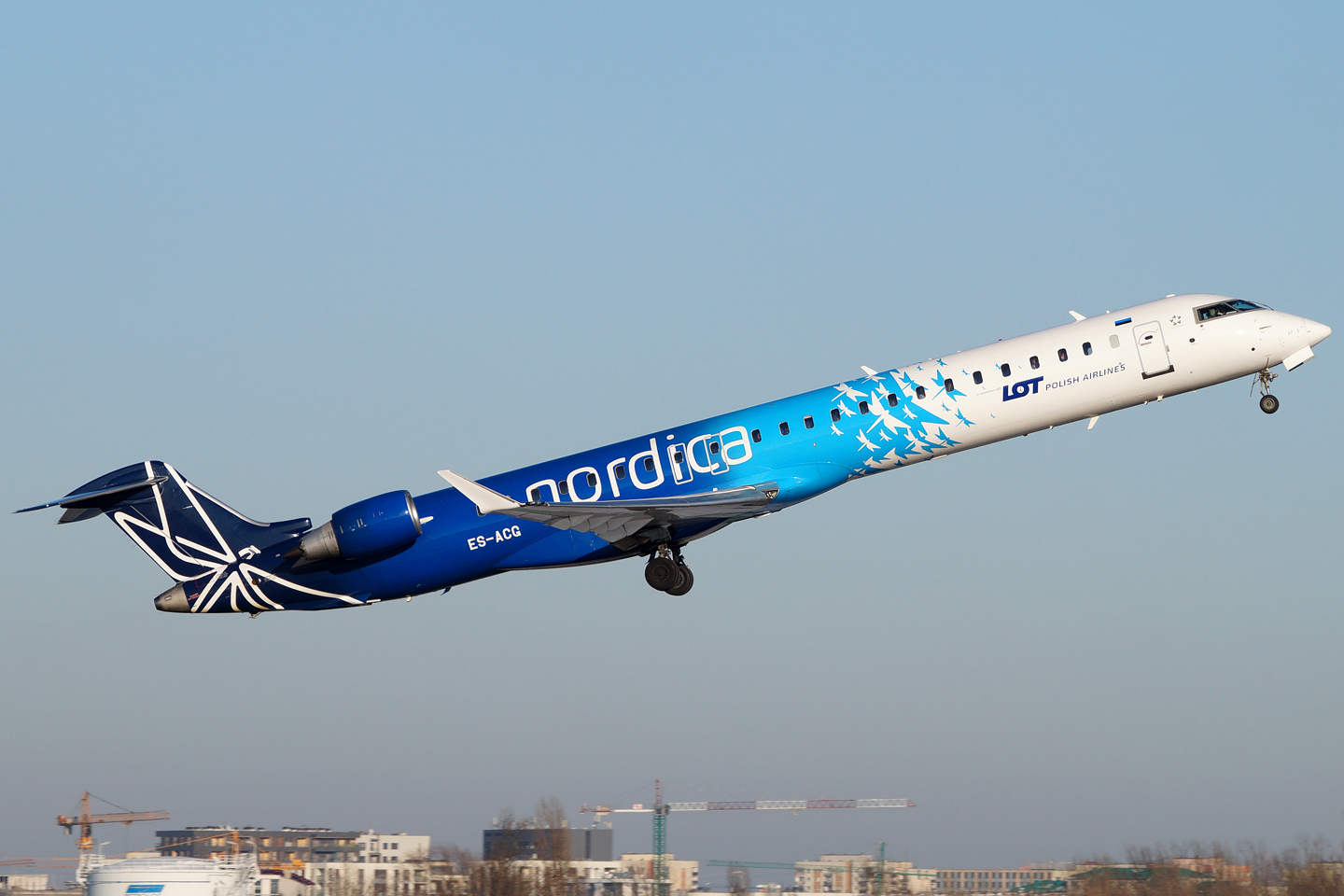
ノルディカのボンバルディア CRJ900

2016年5月現在、ノルディカが保有する機材は以下のとおりである。